# Edgar-Klasse (1893)
Die Edgar-Klasse war eine Klasse von neun Geschützten Kreuzern 1. Klasse, die im Rahmen des Flottenbauprogramms von 1889 für die Royal Navy gebaut wurden. Sie dienten vor allem auf den Auslandsstationen der Royal Navy. Zu Beginn des Ersten Weltkrieges wurden acht Kreuzer der Edgar-Klasse für das 10. Kreuzergeschwader aktiviert, das mit der sogenannten Northern Patrol den nördlichen Ausgang aus der Nordsee sperren sollte. Die Hawke ging dabei mit 527 Mann am 15. Oktober 1914 verloren, als sie vom deutschen Unterseeboot U 9 östlich Aberdeen torpediert wurde.
Vier Schiffe der Klasse wurden mit ausgeprägten Torpedowulsten versehen und ab 1915 vor den Dardanellen eingesetzt.

## Baugeschichte
Die Edgar-Klasse folgte den beiden etwas größeren Schiffen der Blake-Klasse, die als erste „Kreuzer 1. Klasse“ der Royal Navy nur Geschützte Kreuzer und keine Panzerkreuzer waren. Die neun Schiffe der Klasse wurden zwischen 1889 und 1894 auf sechs Werften als Teil des Flottenbauprogramms von 1889 zeitgleich mit den Geschützten „Kreuzern 2. Klasse“ des Typs Apollo und „3. Klasse“ des Typs Pearl sowie den Linienschiffen der Royal-Sovereign- und der Centurion-Klasse gebaut.

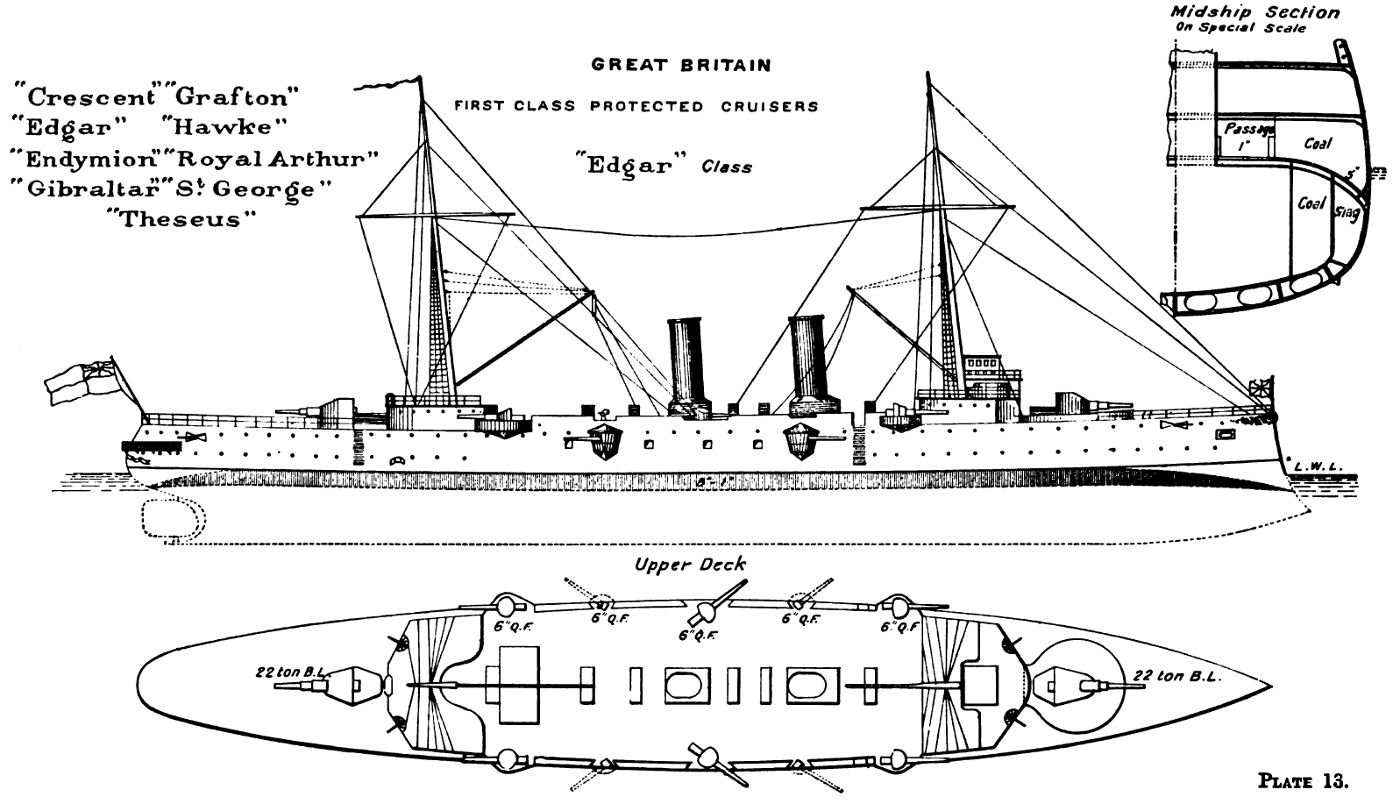
Edgar-Klasse in Brassey´s 1897

Der Edgar-Klasse folgten die der beiden Kreuzer 1. Klasse der Powerful-Klasse, die mit 14.000 t noch erheblich größer waren. Darauf folgten noch die acht Kreuzer der Diadem-Klasse als Geschützte Kreuzer 1. Klasse, bevor die Royal Navy ab 1898 mit der Cressy-Klasse wieder Panzerkreuzer als „Kreuzer 1. Klasse“ beschaffte.
Die Maschinenanlagen der Schiffe wurden nur bei HMS Endymion und HMS Gibraltar von der Bauwerft gebaut, ansonsten zugeliefert. Die Maschinenbaufirma Maudslay, Sons and Field in London lieferte sie für drei der Kreuzer. Auch die Werften, die zwei Schiffe der Klasse bauten, hatten unterschiedliche Maschinenlieferanten. Alle verfügten über eine Gebläseeinrichtung für beschleunigte Fahrt, eine in dieser Zeit übliche Einrichtung. Die Kesselanlage bestand aus Zylinderkesseln.

### Rumpf
Vier Schiffe der Klasse (HMS Royal Arthur, HMS Crescent, HMS St. George, HMS Gibraltar) hatten ein mit Holz und Kupfer ummanteltes Unterwasserschiff für den Dienst auf tropischen Stationen, verdrängten 350 Tonnen mehr als die anderen Schiffe und hatten eine um 0,5 Knoten reduzierte Höchstgeschwindigkeit und eine etwas geringere Reichweite.
Die Schiffe waren mit einem Rammbug ausgestattet.
Die vier vorhandenen Schiffe mit reinen Stahlrumpf (Edgar, Theseus, Endymion, Grafton) wurden 1915 als erste Schiffe überhaupt mit Torpedowulsten ausgestattet.

### Bewaffnung

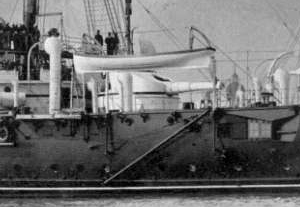
Heckturm der Gibraltar

Hauptbewaffnung der Edgar-Klasse waren 234-mm-L/31,5-Mk.VI-Kanonen als Bug- und Heckgeschütz, wie sie von der Royal Navy seit den Panzerkreuzern der Orlando-Klasse bei den Kreuzern 1. Klasse eingesetzt wurden. Diese Kanonen als schweres Bug- und Heckgeschütz blieben die Hauptbewaffnung der „Kreuzer 1. Klasse“ bis zu den Panzerkreuzern der Drake-Klasse. Dazu verfügten die Kreuzer der Edgar-Klasse über zehn 152-mm-L/40-Schnellfeuergeschütze der Bauart Armstrong. Sechs Geschütze waren auf dem Oberdeck aufgestellt, von denen die vorderen und hinteren auf etwas ausladenden Plattformen standen, um ein größeres Schussfeld zu haben. Die übrigen vier Geschütze standen ein Deck tiefer in Kasematten im mittleren Bereich des Rumpfes. Für die Torpedobootsabwehr verfügten die Kreuzer noch über zwölf über die Aufbauten verteilte, in Großbritannien gebaute 6-Pfünder-Hotchkiss-L/40-Schnellfeuerkanonen. Vier 38-cm-Torpedorohre vervollständigten die Bewaffnung.
Von den neun Schiffen der Edgar-Klasse wurden die HMS Royal Arthur und die HMS Crescent vom Portsmouth Dockyard nach einem etwas geänderten Entwurf mit einem erhöhten Vordeck gebaut, auf dem zwei 152-mm-Geschütze das bei den anderen Schiffen eingebaute 234-mm-Einzelgeschütz ersetzten.
1915 wurden von den Kreuzern der Edgar-Klasse die schweren 234-mm-Bug- und Heckgeschütze entfernt und zur Bewaffnung der Monitore vom Typ HMS M 15 verwandt. Die aktiven Kreuzer erhielten als Bug- und Heckgeschütz je ein zusätzliches 152-mm-Geschütz.

## Einsatzgeschichte
Die Schiffe der Edgar-Klasse dienten vor allem auf den Auslandsstationen der Royal Navy. Die Mittelmeerflotte war erste Einsatzstation für Edgar, Hawke und Theseus, die Royal Arthur wurde Flaggschiff der Pacific Station an der amerikanischen Westküste von Chile bis Kanada, die Crescent machte eine Demonstrationsfahrt bis nach Australien, ehe sie Flaggschiff der West Indies Station wurde, und die St. George wurde Flaggschiff der Cape Station und nahm am 27. August 1896 am Sansibar-Krieg teil, der nur 38 Minuten dauerte. Die Schiffe, die nicht einer Auslandsstation zugewiesen wurde, machten Auslandsreisen im „particular service“ wie Crescent, um Ablösungsbesatzungen auf die Auslandsstationen zu bringen und rückzuführen. Die Grafton wurde 1897 Flaggschiff der Kreuzer des Chinageschwaders, zu dem auch noch weitere Kreuzer der Klasse abgeordnet wurden.
Ende 1898, fünf Jahre nach Indienststellung der ersten Schiffe der Klasse, waren Edgar und Grafton auf der China Station, Hawke und HMS Gibraltar im Mittelmeer, Royal Arthur neues Flaggschiff des australischen Geschwaders, St. George von der Cape Station zurückgekehrt, Theseus und HMS Endymion zur Überholung in Großbritannien und Crescent überholt bei der Kanalflotte. An 1905 schieden die Kreuzer der Edgar-Klasse aus den prominenteren Positionen aus und wurden zweitrangigen Aufgaben oder der Reserve zugewiesen. St. George wurde 1909 als Kreuzer abgerüstet und diente seit März 1910 als Mutterschiff für Zerstörer.

### Einsatz im Ersten Weltkrieg
Zu Beginn des Ersten Weltkrieges wurden acht der Kreuzer der Edgar-Klasse für das 10. Kreuzergeschwader aktiviert, das mit der Northern Patrol den nördlichen Ausgang aus der Nordsee sperren sollte. Am 15. Oktober 1914 wurde die Hawke vom deutschen Unterseeboot U 9 torpediert. Mit ihr starben 527 Mann, nur etwa 65 Mann wurden gerettet. Anders als beim Untergang der drei Kreuzer der Cressy-Klasse stoppten die Schwesterschiffe Theseus und Endymion nicht. Die Überlebenden wurden von einem passierenden norwegischen Frachter und zur Untergangsstelle entsandten Zerstörern gerettet. Die Theseus machte noch eine Reise zur Kolabucht, um dort liegenden Handelsschiffe zu vermitteln, dass die Navy diesen Weg nach Russland sichere. Auf dem Rückweg nahm sie russische Kuriere mit.
In der Northern Patrol wurden die alten Kreuzer durch Hilfskreuzer abgelöst. Alle gaben ihre schweren Geschütze zur Ausstattung im Bau befindlicher Monitore der M 15-Klasse ab. Royal Arthur, Crescent und Gibraltar blieben als Basis- und Wachschiffe bei den Orkneys und Shetlands, während Edgar, Theseus, Grafton und Endymion mit Torpedowulsten vor dem Einsatz im Mittelmeer versehen wurden. Die ersten drei Schiffe trafen im Juli 1915 vor den Dardanellen ein.
Am 7. August 1915 landeten Theseus und Endymion je 1000 Mann in der Bucht von Suvla und gab ihnen Feuerunterstützung. Mit der erneuten Landung weiter nördlich wollten die Alliierten die türkische Front umgehen, was misslang. Am 21. Oktober war die Theseus an der Beschießung des bulgarischen Hafens Dedeagatch an der Ägäis beteiligt. Schließlich sicherte sie mit dem Schwesterschiff Grafton den Rückzug bei Anzac Cove.
Nach dem Kriegsschluss mit der Türkei war die Theseus kurz in Batumi und die Grafton in Noworossijsk am Schwarzen Meer.

## Die Kreuzer der Edgar-Klasse
| Name                    | Bauwerft Maschinen von              | Daten der/des | Daten der/des | Daten der/des | Einsatzgeschichte |
| Name                    | Bauwerft Maschinen von              | Kiellegung    | Stapellauf    | Ablieferung   | Einsatzgeschichte |
| ----------------------- | ----------------------------------- | ------------- | ------------- | ------------- | --- |
| Edgar                   | Devonport Dockyard Elder            | 3.06.1889     | 24.11.1890    | 2.03.1893     | 1893 bis 1894 Mittelmeer, 1895 bis 1896 in China, 48 Seeleute mit Dampfboot bei Nagasaki verloren, November 1897 bis 1900 erneut nach China, 1901 bis 1903 Reserve in Devonport, stationäres Ausbildungsschiff in Holyhead, 1904 Überholung in Chatham, 1905 4. Kreuzergeschwader Home Fleet, November 1906 Irland 1914 10. Kreuzergeschwader, Februar 1915 umbewaffnet und Torpedowulste angebaut, 1915–1916 vor den Dardanellen, 1917 in der Ägäis, südlich Malta am 4. April 1918 durch das österreichische U-Boot U 29 torpediert auf 35° 6′ N, 14° 24′ O, 9. Mai 1921 zum Abbruch verkauft, am 24. April 1923 dazu in Morecambe eingetroffen |
| Royal Arthur ex-Centaur | Portsmouth Dockyard Maudslay        | 20.01.1890    | 26.02.1891    | 2.03.1893     | 1893 bis 1896 Flaggschiff der Pacific Station, 1897 bis 1904 Flaggschiff der Australia Station, 31. März 1901 in Sydney, Juli 1905 bis Mai 1906 Flaggschiff der West Indies Station, 4. Kreuzergeschwader Home Fleet, 1910 mit Ablösungsmannschaften nach China, 1914 10. Kreuzergeschwader, 20. Februar 1915 Wachschiff in Scapa Flow, 1915 Unterseeboot-Mutterschiff, 22. September 1921 zum Abbruch verkauft, der in Deutschland erfolgte |
| Hawke                   | Chatham Dockyard Elder              | 16.06.1889    | 11.03.1891    | 16.05.1893    | 1893 bis 1900 im Mittelmeer, 1902 bis 1904 Channel Fleet, 1905 Home Fleet, Januar bis August 1906 Kadettenschulschiff des 4. Kreuzergeschwaders auf der Nordamerika-Westindien Station, eine Chinafahrt 10. Kreuzergeschwader Northern Patrol, am 15. Oktober 1914 durch U 9 versenkt |
| Theseus                 | Thames Ironworks Leamouth Maudslay  | 16.07.1890    | 8.09.1892     | 14.01.1894    | in Chatham, 1895 Mittelmeerreise, 1896 Teil der wegen der Spannungen in Südafrika aufgestellten Particular Service Squadron, mit dieser ins Mittelmeer, Februar 1897 nach Benin, 1897 Teilnahme an der Jubiläumsparade, 1899 bis 1902 Mittelmeer (31. März 1901 in Malta), 1904 Kanalflotte, 1905 bis 1913 Tender der Artillerieschule in Plymouth, Februar 1913 Queenstown Training Squadron 1914 10. Kreuzergeschwader, Februar 1915 umbewaffnet und Torpedowulste angebaut, 1915–1916 vor den Dardanellen, weiter im Mittelmeer, 1918 Mutterschiff für Minensucher in der Ägäis, 1921 zum Abbruch verkauft                                     |
| Crescent                | Portsmouth Dockyard Penn            | 13.10.1890    | 30.03.1892    | 22.02.1894    | in Portsmouth, 1894/1895 Reise nach Australien, 1895 bis August 1897 Flaggschiff der West Indies station, 1899 bis 1902 erneut Flaggschiff der West Indies station, 1904 bis 1907 Flaggschiff der Cape Hope Station, 1908 mit Ablösungsmannschaften nach China, 1908 bis 1913 Portsmouth Division, Home Fleet (4. Kreuzergeschwader), 1914 10. Kreuzergeschwader, 16. Februar 1915 Wachschiff in Hoy, November 1915 Unterseeboot-Mutterschiff, 1920 zum Abbruch verkauft, der in Deutschland erfolgte |
| Endymion                | C & W Earle, Hull Earle             | 22.11.1889    | 22.07.1891    | 26.05.1894    | 1894 bis 1895 Channel Squadron, 1896 bis 1897 Verteilung von Ersatzmannschaften, 1899 bis 1901 China, April 1904 bis 1906 Channel Squadron (Besuch in den USA), 4. Kreuzergeschwader der Home Fleet, 1914 10. Kreuzergeschwader, Februar 1915 umbewaffnet und Torpedowulste angebaut, 1915–1916 vor den Dardanellen, 1917 in der Ägäis, 16. März 1921 zum Abbruch nach Cardiff verkauft |
| Grafton                 | Thames Ironworks, Leamouth Humphrys | 1.01.1890     | 30.01.1892    | 18.10.1894    | in Chatham, 1894 bis 1896 Verteilung von Ersatzmannschaften, 1897 bis 1899 in China Flaggschiff der Kreuzer, 1902 bis 1904 Flaggschiff der Pacific Station, 1905 Tender der Artillerieschule Portsmouth, 1914 10. Kreuzergeschwader, Februar 1915 umbewaffnet und Torpedowulste angebaut, 1915–1916 vor den Dardanellen, 10. Juni 1917 im Mittelmeer durch UB 43 150 sm östlich Malta torpediert und beschädigt, nach Malta eingeschleppt, 1917 im Roten Meer, 1918 Ägäis, 1. Juli 1920 zum Abbruch nach Plymouth verkauft |
| St George               | C.& W. Earle, Hull Maudslay         | 23.04.1890    | 23.06.1892    | 25.10.1894    | in Portsmouth, 1895 Flaggschiff der Cape Station, 27. August 1896 Beteiligung am Sansibar-Krieg, Februar 1897 vor Benin, 31. März 1901 Training Squadron (Aden), von dort Sicherung der Yacht Ophir über Colombo, Singapur, Australien bis Auckland, 1902 Kanalflotte, 1904 Südatlantik, seit März 1910 Mutterschiff für Zerstörer, seit 1913 im Humber, 1915 als Depotschiff ins Mittelmeer verlegt, 1917 Unterseeboot-Mutterschiff in der Ägäis, 1. Juli 1920 zum Abbruch nach Plymouth verkauft |
| Gibraltar               | R. Napier & Sons, Govan Napier      | 2.12.1889     | 27.04.1892    | 1.11.1894     | in Portsmouth, 1894 bis 1895 mit Austauschcrews nach China, 1896 Teil der wegen der Spannungen in Südafrika aufgestellten Particular Service Squadron, mit dieser ins Mittelmeer bis 1899, 1901 bis 1904 Cape and West Africa Station (Beobachtung des 2. russischen Pazifischen Geschwaders auf dem Ausmarsch), 1914 10. Kreuzergeschwader, Juni 1915 Basisschiff der Northern Patrol, Shetlands, September 1923 zum Abbruch verkauft |